# Cedar Point (vidámpark)
Cedar Point egy Sanduskyban található vidámpark, melyben több vidámparki eszköz működik, mint bármely más parkban. Cedar Point 1870-ben nyílt meg, ez a harmadik legrégebbi vidámpark Észak-Amerikában a új-angliai Six Flags (1840) és a bristoli Lake Compounce (1846) parkok után.

## Területe
A park területén egy egy mérföld hosszú fehér homokos park, egy vízi park (Soak City), egy fedett vízi park és hotel, két hajókikötő, számos hotel és kalandpark is található, melyekben például gokart és minigolf is van. A park az elmúlt 13 évben a világ legjobb parkjaként az Amusement Today Golden Ticket-díját számos alkalommal elnyerte. A park a Cedar Fair Entertainment Company „zászlóshajója”, itt van a cég székhelye. Cedar Pointnak hat szállodája is van, a Hotel Breakers, a Sandcastle Suites, a Lighthouse Point, a Camper Village, a Breakers Express és a Castaway Bay.

## Működő hullámvasútjai
| #  | Hullámvasút           | Megnyitás | Építő                         | Leírás                                                                                         |
| -- | --------------------- | --------- | ----------------------------- | ---------------------------------------------------------------------------------------------- |
| 1  | Blue Streak           | 1964      | Philadelphia Toboggan Company | Fa hullámvasút több egymást követő lejtővel                                                    |
| 2  | Cedar Creek Mine Ride | 1969      | Arrow Dynamics                | Zuhanás, fordulás körben a park területén                                                      |
| 3  | Corkscrew             | 1976      | Arrow Dynamics                | Hullámvasút három fejjel lefelé átfordulással                                                  |
| 4  | Disaster Transport    | 1985      | Intamin AG                    | Bob-szerű, oldalra forduló járművekben szűk kanyarokkal                                        |
| 5  | Gemini                | 1978      | Arrow Dynamics                | Két pályás hullámvasút számos kanyarral és lejtővel                                            |
| 6  | Iron Dragon           | 1987      | Arrow Dynamics                | Függesztett hullámvasút éles kanyarokkal a fák között                                          |
| 7  | Jr. Gemini            | 1979      | Intamin AG                    | Gyerek hullámvasút                                                                             |
| 8  | Magnum XL-200         | 1989      | Arrow Dynamics                | A hullámvasút utasai megtapasztalják a zéró gravitáció súlytalanságát az óriási lejtőkön       |
| 9  | Mantis                | 1996      | Bolliger & Mabillard          | Az utasok álló helyzetben foglalnak helyet, a menet során négy fejjel lefelé átfordulás van    |
| 10 | Maverick              | 2007      | Intamin AG                    | Szűk kanyarok, hirtelen gyorsulások                                                            |
| 11 | Mean Streak           | 1991      | Dinn Corporation              | Fa hullámvasút nagy lendületű kanyarokkal és óriás lejtőkkel                                   |
| 12 | Millennium Force      | 2000      | Intamin AG                    | Hatalmas lejtő, többszörös átfordulás                                                          |
| 13 | Raptor                | 1994      | Bolliger & Mabillard          | Az utasok függesztett pozícióban foglalnak helyet meredek kanyarok és hat átfordulás közepette |
| 14 | Top Thrill Dragster   | 2003      | Intamin AG                    | A hullámvasút 4 mp alatt gyorsul 120 km/h sebességre és 130 méter magasra viszi utasait        |
| 15 | Wicked Twister        | 2002      | Intamin AG                    | Függesztett hullámvasút                                                                        |
| 16 | WildCat               | 1970      | Anton Schwarzkopf             | Szűk kanyarok, hirtelen lejtők                                                                 |
| 17 | Woodstock Express     | 1999      | Vekoma                        | Enyhébb hullámvasút kisgyermekes családok részére                                              |

### Korábbi hullámvasutak
Broadway Trip, Cyclone, Dip the Dips Scenic Railway, High Frolics, Jumbo Jet, Leap the Dips, Racer, Scamper, Super Coaster, Switchback Railway, Three-Way Figure Eight Roller Toboggan, Wild Mouse, Wildcat